# 虎杖浜郵便局
虎杖浜郵便局（こじょうはまゆうびんきょく）は北海道白老郡白老町にある郵便局。民営化前の分類では集配特定郵便局であった。

## 概要
住所：〒059-0699 北海道白老郡白老町字虎杖浜47-2

## 沿革
- 時期不明 - 大字敷生字クッタリウス[1]に無集配郵便局設置。
- 1932年（昭和7年）4月1日 - 虎杖浜郵便局として事務開始。
- 1934年（昭和9年）9月28日 - 電話通信事務開始。
- 1935年（昭和10年）12月6日 - 電信事務開始。
- 1947年（昭和22年）
  - 8月21日 - 電話交換事務開始。当時、電話加入者は7名だった。
  - 9月11日 - 郵便集配事務開始。
- 1950年（昭和25年）10月1日 - 局舎新築。
- 1963年（昭和38年）2月25日 - 竹浦郵便局から、電話交換業務が統合される。
- 1970年（昭和45年）5月22日 - 簡易な電話の加入および料金に関する事務を除く電話交換事務を、苫小牧電報電話局に移管。
- 1985年（昭和60年）
  - 1月5日 - 字虎杖浜47-2（現在地）に局舎新築移転。
  - 11月18日 - 郵便区の統合により、竹浦郵便局の受持区域を統合。
- 1987年（昭和62年）8月4日 - 集配委託区(1区)を創設。
- 2007年（平成19年）10月1日 - 民営化に伴い、併設された郵便事業苫小牧支店虎杖浜集配センターに一部業務を移管。
- 2012年（平成24年）10月1日 - 日本郵便株式会社の発足に伴い、郵便事業苫小牧支店虎杖浜集配センターを虎杖浜郵便局に統合。

## 取扱内容
- 郵便、印紙、ゆうパック、内容証明
- 貯金、為替、振替、振込、国債
- 生命保険、バイク自賠責保険、自動車保険、がん保険、引受条件緩和型医療保険
- 宝くじの販売
- ゆうちょ銀行ATM

## 周辺
- 国道36号
- ファミリーマート白老虎杖浜店
- 室蘭信用金庫虎杖浜支店

## アクセス
- JR室蘭本線 虎杖浜駅から、徒歩約380m・約4分。
- 道南バス虎杖浜駅前停留所下車。
- 駐車場あり：3台

## 参考資料
- 『新白老町史』(白老町・1992年11月3日発行)下巻736～737頁「第9編交通と通信 第2章通信と電気事業 第二節各郵便局」の虎杖浜郵便局の項